# 巨型超大类星体群
巨型超大类星体群(英文：Huge Large Quasar Group，简称Huge-LQG，也被称为U1.27)是由73个类星体组成的超大类星体群，其跨度大约有40亿光年。在其被发现时，被认为是当时可见宇宙中已经确认的最大、质量最重的结构，直到2014年发现跨度更长达到100亿光年的武仙-北冕座长城。

## 发现
2013年1月11日，来自英国普雷斯顿中央兰开夏大学的罗杰克洛维斯和他的团队在狮子座附近发现了这一超大类星体群。团队使用来自斯隆数字化巡天(一个红移巡天项目)DR7QSO的数据。团队宣称U1.27是当时可见宇宙中已经确定的最大结构。该结构于2012年11月首次发现，团队花了两个月的时间确定这一发现并于次年1月宣布。消息已经发布马上传遍全球，并成为科学界重点关注的对象。

## 特征
巨型超大类星体群长度预估为12.4亿秒差距，宽为6.4亿秒差距，高则为3.7亿秒差距，共包含73个独立类星体。类星体是十分明亮的活动星系核，被普遍认为有超大质量黑洞位于其中心并吞噬物质。由于类星体只存在于宇宙中高密度区域内，因此类星体可用于寻找宇宙中高密度区域。其总计质量大约为6.1×1018太阳质量。巨型超大类星体群之所以也被称为U1.27是因为其平均红移为1.27(U是类星体群的简称)。U1.27距地球越有90亿光年。
U1.27距克洛维斯-坎普萨诺超大类星体群(U1.28、CC-LQG或LQG 3)615百万秒差距, U1.28是由克洛维斯于1991年发现，由34个类星体组成。

## 宇宙论原则
根据宇宙论准则，在足够大的尺度下的宇宙是接近同质的，这代表在宇宙中数量上的随机性波动事件，例如不同区域之间的物质密度差异并不大，这代表宇宙中的物质与能量必须是均匀且各向同性分布。因为物理定律和作用力（例如重力）被预期在整个宇宙中无论哪一处的机制都是相同的；因此在足够大的尺度下关键的各种随机分布不会有能量测到的差异。不过，有多个不同尺度存在以解释对应的同质性尺度，以及依照不同状况下的适当定义（即不同的定义取决于测量者量测使用的同质性尺度）。而当前用来解释同质性尺度问题的理论则是“伟大的结局”；这项解释性的量测表示即使是在最大的尺度下，透过这里论所见的宇宙外观上仍是同质性的。目前被公认的“伟大的结局”所需尺度大约是2.5到3亿光年，如果和宇宙微波背景辐射决定的宇宙外观常态密度一起计算其尺度，同质性尺度的上限大约是前述的4倍（10到12亿光年或3.07到3.7亿秒差距），是目前同质性尺度上限最佳拟合解。然而，贾斯韦特·亚达夫等人提出基于宇宙的分形维数，该尺度的值应该是 260/h Mpc。而部分科学家则指出基于同质性尺度的量测，结构的最大尺寸大约是70-130/h Mpc。
2003年发现的史隆长城长度4.23亿秒差距，也稍大于推测的尺度上限。
巨型超大类星体群长度超过同质性尺度3倍，宽度则相当于2倍同质性尺度，因此这已对宇宙大尺度结构的理解产生了挑战。
然而，由于长距离相关性，宇宙中的结构在比同质性尺度存在着更大范围的延伸。

## 争议
来自比勒费尔德大学的塞萨德里·纳达图尔对巨型超大类星体群进行了更全面的研究。在经历更详细的研究之后，他宣布，同克洛维斯提出的存在一大群类星体的结构相反，他的新地图表明在巨型超大类星体群附近并没有大量类星体聚集。该地图实际上与克洛维斯制作的地图类似，不同之处在于纳达图尔的地图上分析了更多的类星体分布。在对类星体数据进行了多次统计分析后，纳达图尔发现了巨型超大类星体群的成员和形状的极端变化，并在寻找类星体的参数中发现了细小的变化，因此他确定了巨型超大类星体群出现在可见类星体群中的概率分布。他描述了多个与克洛维斯研究地区类似的地区，并模拟了位置与宇宙中的统计类星体相同的随机分布类星体。这些数据符合亚达夫等人研究的同质性尺度，与宇宙学原则没有出入。虽然类星体可以存在于宇宙的致密区域，但必须要注意的是，宇宙中所有的类星体都是均匀分布的，也就是说，每百万光年中有一个类星体，这实际上是不大可能的。因此克洛维斯团队很可能在识别大尺度纤维状结构时出现了失误。
该结构的发现引起了一些争议。但克洛维斯并没有告知其团队是如何发现这些聚集的类星体，也没有表明怎样发现类星体群之间的相关性。因此，其他超大类星体群也可能并不是真正的结构。
尽管如此，克洛维斯等人根据Mg II吸收体（常用于探测遥远星系的一次镁离子气体）的变化作为类星体之间存在关联的依据。Mg II气体表明U1.27的各类星体之间可能存在相互作用。但在其团队发出的论文中却并没有提到这一点。
但在2014年9月，赫斯米科尔斯等人测量了U1.27中的类星体偏振值，发现在大于500百万秒差距的尺度上偏振存在显著的相关性。

## 延伸阅读
- Clowes, Roger G.; Harris, Kathryn A.; Raghunathan, Srinivasan; Campusano, Luis E.; Söchting, Ilona K.; Graham, Matthew J. . =Monthly Notices of the Royal Astronomical Society. 2013-03-11, 429 (4): 2910–2916  [2020-10-15]. Bibcode:2013MNRAS.429.2910C. ISSN 1365-2966. arXiv:1211.6256 . doi:10.1093/mnras/sts497. （原始内容存档于2022-04-01） （英语）.